# Vilsheim
Vilsheim è un comune tedesco di 2 379 abitanti, situato nel land della Baviera.